# Thorbjörn Englund
Thorbjörn „Thobbe” Englund (ur. 13 sierpnia 1979 w Luleå) – szwedzki muzyk, kompozytor, wokalista i multiinstrumentalista, a także inżynier dźwięku i producent muzyczny. Thorbjörn Englund znany jest przede wszystkim z występów w zespole Winterlong, w którym śpiewał, grał na gitarze basowej i elektrycznej. Muzyk prowadzi także solową działalność artystyczną. Debiutancki album Englunda zatytułowany Influences ukazał się w 2006 roku. Był także członkiem takich zespołów jak: Raubtier, Pavlovian Dogs, Endomorph oraz Star Queen.
W latach 2012–2016, oraz od 2024 jest członkiem zespołu Sabaton.
Używa wzmacniaczy gitarowych firmy Silverblade. Gra głównie na gitarach Fender Stratocaster.

## Dyskografia
- Winterlong - Valley of the Lost (2001, Lion Music)
- Star Queen - Faithbringer (2002, Lion Music)
- Winterlong - The Second Coming (2003, Lion Music)
- Mistheria - Messenger of the Gods (2004, Lion Music, gościnnie)[10]
- Star Queen - Your True Self (2004, Lion Music)
- Winterlong - Winterlong (2005, Lion Music)
- Thorbjörn Englund - Influences (2006, Lion Music)[11]
- Winterlong - Metal / Technology (2006, Lion Music)
- Sabaton - Swedish Empire Live (2013, Nuclear Blast)[12]
- Sabaton - Heroes (2014, Nuclear Blast)
- Sabaton - Live on the Sabaton Cruise (2014, Chaos Reigns)[13]
- Thobbe Englund - From the Wilderness (2015, Lion Music)[11]
- Sabaton - Heroes on Tour (2016, Nuclear Blast)[14]
- Sabaton - The Last Stand (2016, Nuclear Blast)
- Thobbe Englund - Before the Storm (2016, wydanie własne)[15]
- Thobbe Englund - Sold my Sould (2017, Metalville)[16]
- Thobbe Englund - The Draining of Vergelmer (2018, Metalville)
- Thobbe Englund - Hail to the Priest (2019, Metalville)
- Thobbe Englund - Mental Technology (2023)